# Tolkningsföreträde
Tolkningsföreträde innebär att en person/grupp/ideologisk riktning har förtur på tolkningen av ett avtal eller dylikt.
Tolkningsföreträde i en organisation är vanligen bestämt i stadgarna. Det kan till exempel ligga hos organisationens revisor. I civilrättsliga avtal kan tolkningen komma att avgöras av domstol.
Om kollektivavtal innehåller föreskrifter om medbestämmanderätt för arbetstagarna i frågor som avser ingående och upphörande av anställningsavtal, ledningen och fördelningen av arbetet och verksamhetens bedrivande och tvist uppkommer om tillämpningen gäller enligt 33 § MBL arbetstagarpartens mening till dess tvisten har slutligt prövats.